# Municipio de Wabedo
El municipio de Wabedo (en inglés: Wabedo Township) es un municipio ubicado en el condado de Cass en el estado estadounidense de Minnesota. En el año 2010 tenía una población de 341 habitantes y una densidad poblacional de 3,73 personas por km².

## Geografía
El municipio de Wabedo se encuentra ubicado en las coordenadas 46°56′39″N 94°13′5″O / 46.94417, -94.21806. Según la Oficina del Censo de los Estados Unidos, el municipio tiene una superficie total de 91.39 km², de la cual 64,16 km² corresponden a tierra firme y (29,79 %) 27,23 km² es agua.

## Demografía
Según el censo de 2010, había 341 personas residiendo en el municipio de Wabedo. La densidad de población era de 3,73 hab./km². De los 341 habitantes, el municipio de Wabedo estaba compuesto por el 98,53 % blancos, el 0,88 % eran asiáticos y el 0,59 % eran de una mezcla de razas. Del total de la población el 0 % eran hispanos o latinos de cualquier raza.